# Alicia Genovese
Alicia Genovese es una poeta y ensayista argentina, nacida en Buenos Aires en 1953.

## Trayectoria
Alicia Genovese es Profesora en Letras, egresada de la Universidad de Buenos Aires. Residió durante cinco años en Estados Unidos donde obtuvo los títulos de Master of Arts y PhD en literatura latinoamericana en la Universidad de Florida.
Desde el regreso a su país en los años ´90 se ha dedicado a la docencia universitaria en la Universidad de Buenos Aires y como Decana del Departamento de Literatura de la Universidad Kennedy.
Actualmente es profesora titular del Taller de Poesía I en la Universidad Nacional de las Artes (UNA).
Es autora de varios libros de ensayo. El primero de ellos, —La doble voz. Poetas argentinas contemporáneas (1998)—, analiza desde una perspectiva de género la creciente producción literaria de escritoras argentinas en el período inmediatamente posterior a la recuperación democrática de 1983, en un proceso en el cual las autoras son a la vez sujeto y objeto del hecho poético, tesis que queda reflejada en el título del trabajo.
Colaboró con trabajos de crítica literaria en revistas y suplementos especializados. Varios poemas de su autoría fueron traducidos al inglés, al francés y al hebreo.

## Obras

### Poesía
- El cielo posible (1ª edición). Buenos Aires: El Escarabajo de Oro. 1977. OCLC 4139888. Ficción.[6]
- El mundo encima (1ª edición). Buenos Aires: Rayuela. 1982. OCLC 891137471. Poesía.[7]
- Anónima (1ª edición). Buenos Aires: Ultimo Reino. 1992. OCLC 912763723. Ficción.[8]
- El borde es un río (1ª edición). Buenos Aires: Libros de Tierra Firme. 1997. ISBN 978-950-9551-28-2. OCLC 37458061.
- Puentes (1ª edición). Buenos Aires: Libros de Tierra Firme. 2000. ISBN 978-987-540-005-4. OCLC 46837050.
- La ville des pontes - La ciudad de los puentes (1ª edición). Trois-Rivières, Québec: Écrits des Forges. 2000. ISBN 9782890466494. OCLC 300141812. Antología.[9]
- Química diurna (1ª edición). Alción ubicación=Córdoba (Argentina). 2004. OCLC 57621722.[10]
- La hybris (1ª edición). Buenos Aires: Bajo La Luna. 2007. ISBN 978-987-9108-41-3. OCLC 836959915. Poesía.
- Azar y necesidad del benteveo (1ª edición). Buenos Aires: Mágicas Naranjas. 2011. ISBN 978-987-27396-0-7. OCLC 891137998. Poesía.
- Aguas (1ª edición). Buenos Aires: Del Dock. 2013. ISBN 978-987-559-236-0. OCLC 880379853. Poesía. Primera Edición, 2012, Chile, Editorial Cuadro de Tiza.[11]
- El río anterior (1ª edición). Buenos Aires: Ruinas Circulares. 2014. ISBN 978-987-3613-13-5. OCLC 904444541.
- La contingencia (1ª edición). Buenos Aires: Como Gog y Magog Ediciones. 2015. ISBN 978-950-9704-74-9. OCLC 1026384217.
- Diarios del Delta (1ª edición). Villa Mercedes: Deaca. 2018. ISBN 978-987-46331-6-3. OCLC 1056251773.
- La línea del desierto (1ª edición). Buenos Aires: Gog y Magog Ediciones. 2018. ISBN 978-950-9704-82-4.
- Oro en la lejanía (1ª edición). Buenos Aires: Gog y Magog. 2021. ISBN 978-987-47948-6-4.

### Ensayo
- La doble voz (1ª edición). Biblos. 1998. ISBN 978-950-786-196-3. Reeditado en 2015 en formato digital por Eduvim (Universidad Nacional de Villa María)
- Leer poesía. Lo leve lo grave lo opaco (1ª edición). Fondo de Cultura Económica. 2011. ISBN 978-950-557-875-7. Reeditado en 2016
- Abrir el mundo desde el ojo del poema (1ª edición). Fondo de Cultura Económica. 2023. ISBN 978-987-719-400-5.

## Premios y distinciones
- Tercer Premio del Gobierno de la Ciudad de Buenos Aires. Bienio 1992-93, por Anónima.[12]
- Mención de Honor del Fondo Nacional de las Artes al libro El borde es un río, 1996.
- Beca Nacional a la producción creativa en Letras, otorgada por el Fondo Nacional de las Artes, Secretaría de Cultura de la Nación, 1999.[13]
- Beca Guggenheim en poesía en 2002.[14]
- Premio Nacional. Reconocimiento especial en libro de poesía, 2013. Por el libro: Aguas.[15]
- Primer Premio Municipal (2010-2011) Gobierno de la Ciudad de Buenos Aires, en la categoría ensayo por Leer poesía. lo leve, lo grave, lo opaco.[16]
- Premio de poesía del Certamen Internacional Sor Juana Inés de la Cruz 2014,[17]  otorgado por la Secretaría de Cultura de México por La contingencia.[18]
- Premio Konex Letras - Poesíaː Quinquenio 2019-2023. Diploma al mérito, 2024.[19]

## Artículos y entrevistas
Publicó trabajos en medios especializados, analizando el fenómeno de la evolución de la expresión poética, en relación con los cambios políticos y sociales.
- «Poesía y subjetividad - Enrique Molina y Leónidas Lamborghini». Hispamérica: Revista de literatura (109). 2008. ISSN 0363-0471.[20]
- «Marcas de graffiti en los suburbios: poesía argentina de la posdictadura». Revista Iberoamericana LXIX (202). 2003. ISSN 0034-9631.

La obra de Alicia Genovese fue objeto de diversos estudios. Entre los trabajos de investigación se encuentran:
- Salomone, Alicia (2009). «Configuración del género y políticas de género en La hybris de Alicia Genovese». Revista Chilena de Literatura (75).
- Salomone, Alicia (2014). «Poesía, subjetividad y memoria en la escritura de Alicia Genovese». Letras (Biblioteca Digital de la Universidad Católica Argentina). 69-70. ISSN 0326-3363. Archivado desde el original el 21 de junio de 2018. Consultado el 20 de junio de 2018.
- Di Marco, José (2011). «Demorarse en los detalles, construir conceptos, capturar las fugas del sentido. Teoría y práctica de la lectura poética». Letra Inversa (Instituto de Formación Docente Continua Villa Mercedes). ISSN 1852-4974. Archivado desde el original el 21 de junio de 2018. Consultado el 20 de junio de 2018.
- Prado, Nadia (2014). «El placer amniotico de leer y nadar». Aisthesis (56). ISSN 0718-7181.
- Salomone, Alicia (2009). «Puentes de Alicia Genovese: poesía y memoria en la Argentina de la postdictadura». Bocadesapo - Revista de arte, literatura y pensamiento (4 - Año X). ISSN 1514-8351.

Fue entrevistada en diversos medios especializados y de interés general.
- “Vivir en una cultura distinta te ayuda a entender quién sos” - Entrevista de Silvina Friera
- En la zona salvaje de la poesía - Entrevista de Ivana Romero.
- Alicia Genovese, una entrevista y 4 poemas -  Entrevista de Enrique Solinas
- Alicia Genovese: "Quiero escribir algo que sea lo más llano posible" - Entrevista de Silvina Premat